# PyMOL
PyMOL — система визуализации молекул. Позволяет создавать высококачественные трёхмерные изображения как малых молекул, так и биологических макромолекул, в первую очередь белков. Примерно четверть всех публикуемых в научной литературе изображений структур белков сделана с помощью PyMOL.
PyMOL — одна из немногих систем молекулярной визуализации с открытым исходным кодом, пригодная для использования в структурной биологии.

## Галерея

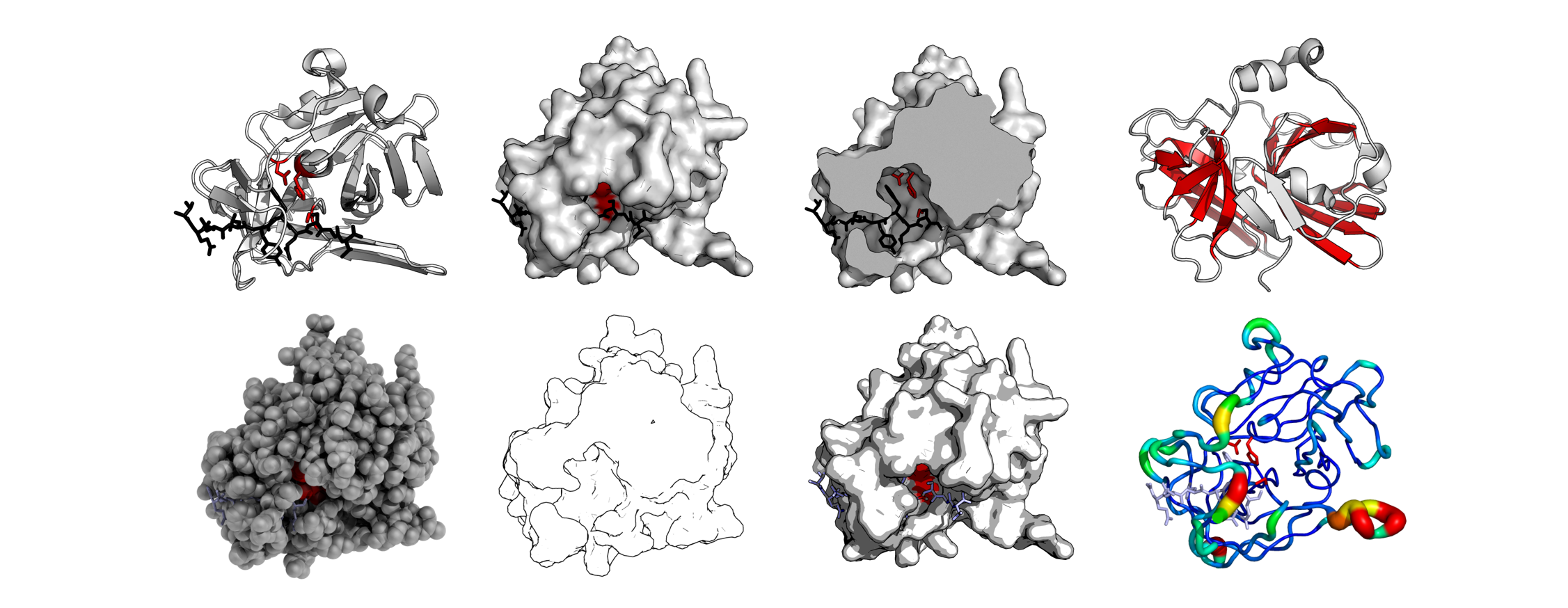